# Rio Kurówka
O rio Kurówka é um rio no sudeste da Polônia na voivodia de Lublin. É um afluente da margem direita do rio Vístula. Possui cerca de 50 km de comprimento e sua bacia cobre aproximadamente 395,4 km². Nasce perto da vila de Piotrowice Wielkie. 
O rio corre por importantes povoados como Garbów, Markuszów, Kurów e Końskowola, e pela cidade de Pulawy. 
O rio é a principal fonte de água da cidade de Puławi. Sua água é usada para a produção de nitrógeno. O rio tem dois afluentes principais: o afluente direito é o Białka (18 km, também conhecido como Bielkowa) e o esquerdo é o Garbówka (6 km, também conhecido como Struga Kurowska). 